# Favoriten
Favoriten es el décimo distrito de Viena, Austria. Está ubicado al sur de los distritos centrales de Innere Stadt, Wieden y Margareten, y del río Danubio, y fue establecido en el año 1850. A 1 de enero de 2016 tenía 194 820 habitantes en un área de 31,8 km². En este distrito se sitúa la Estación central de Viena.

## Imágenes

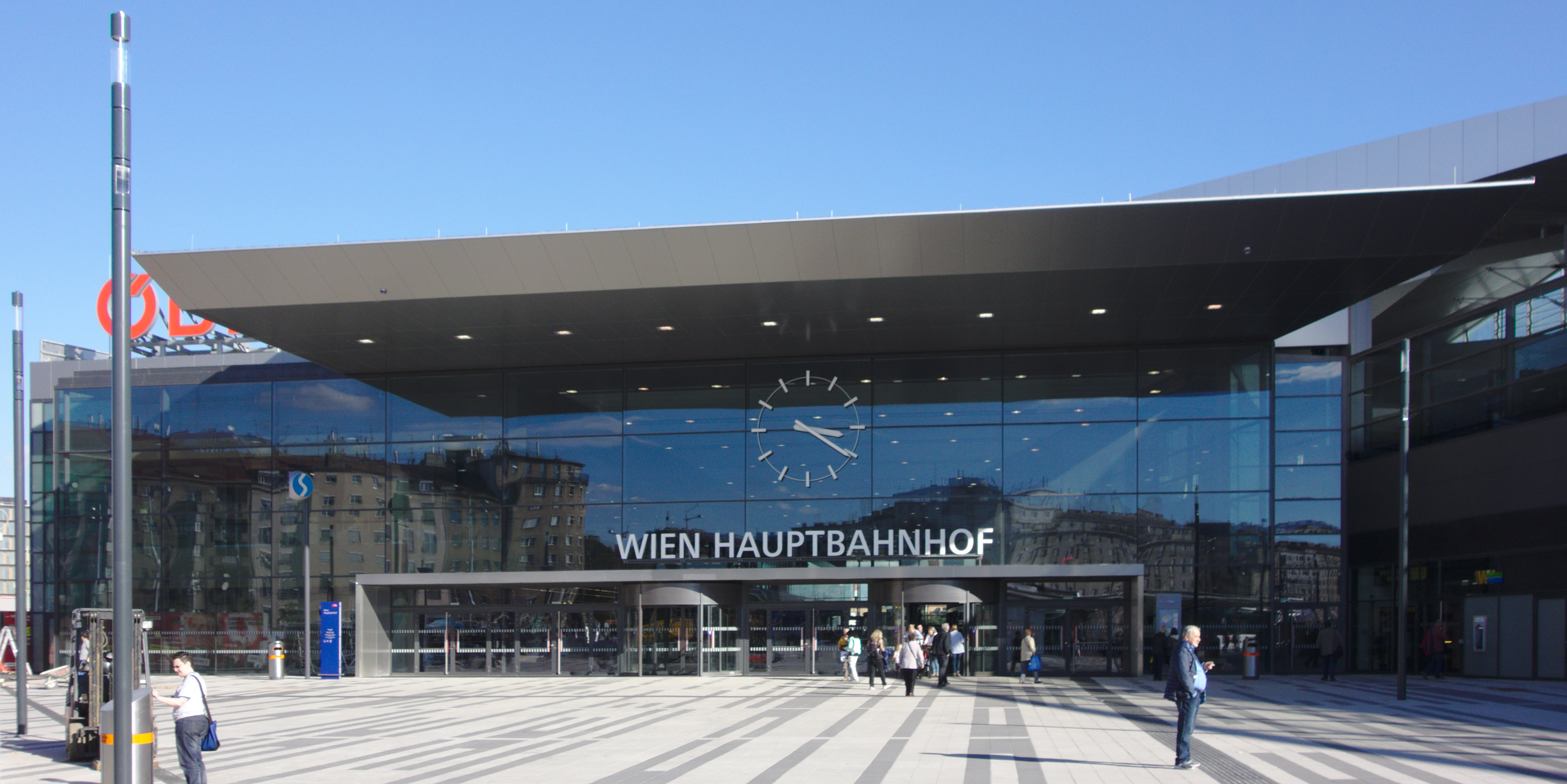
Estación central de Viena
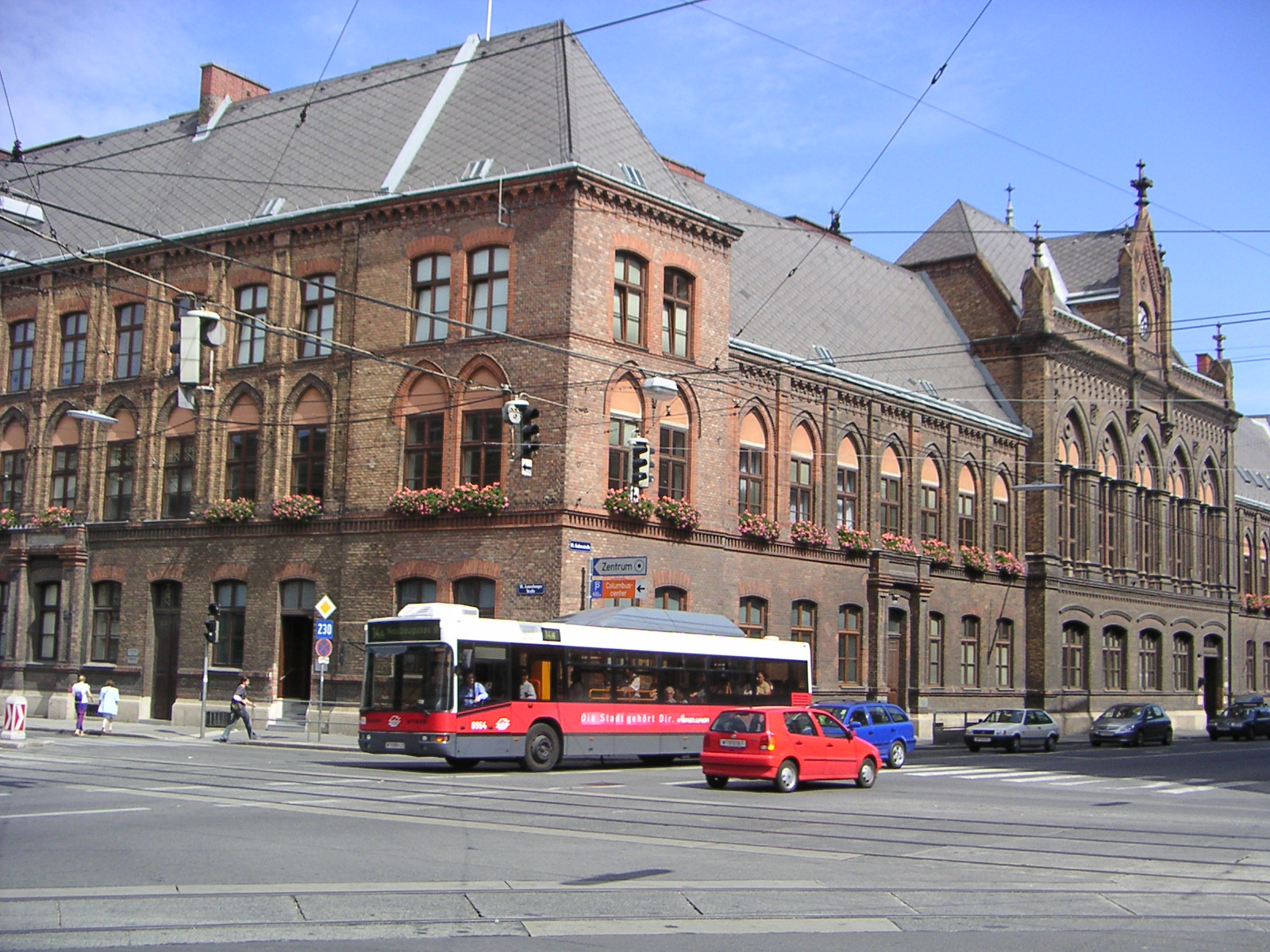
Centro administrativo del distrito